# Швартов

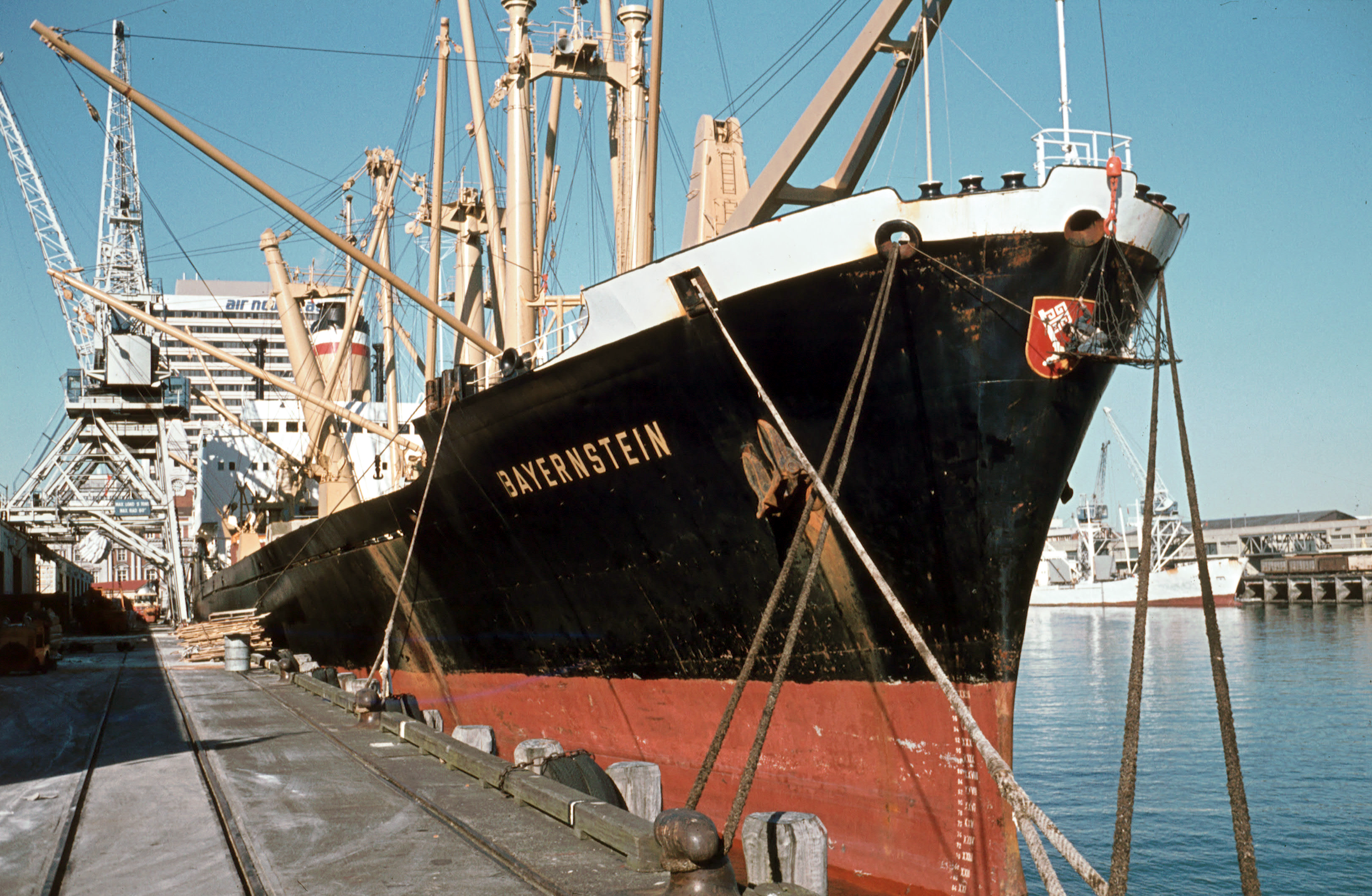
Носові швартови (правий і лівий поздовжні, 2 притискні та шпринг), заведені на пали

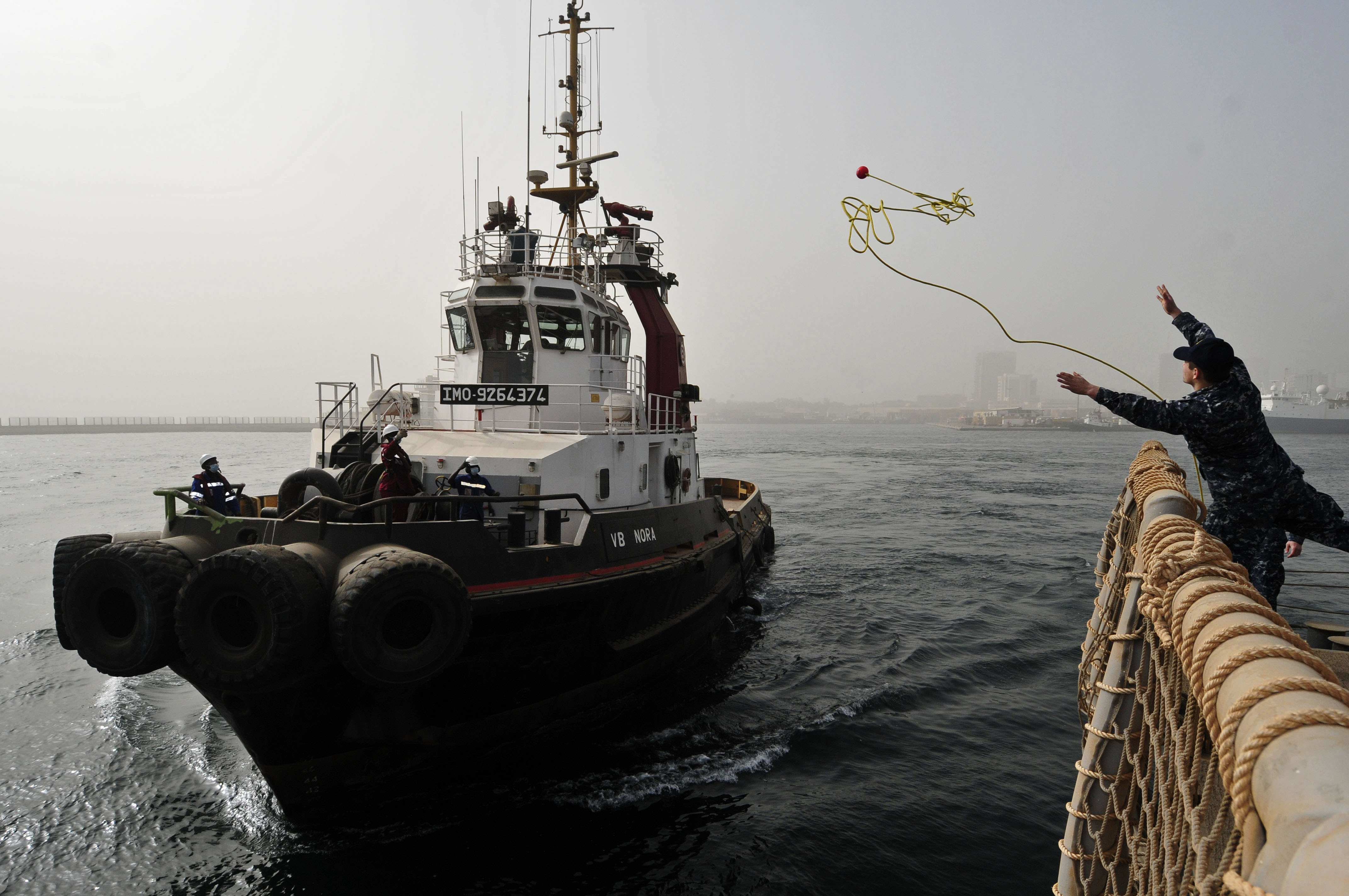
Подача кидального кінця швартова на буксир.

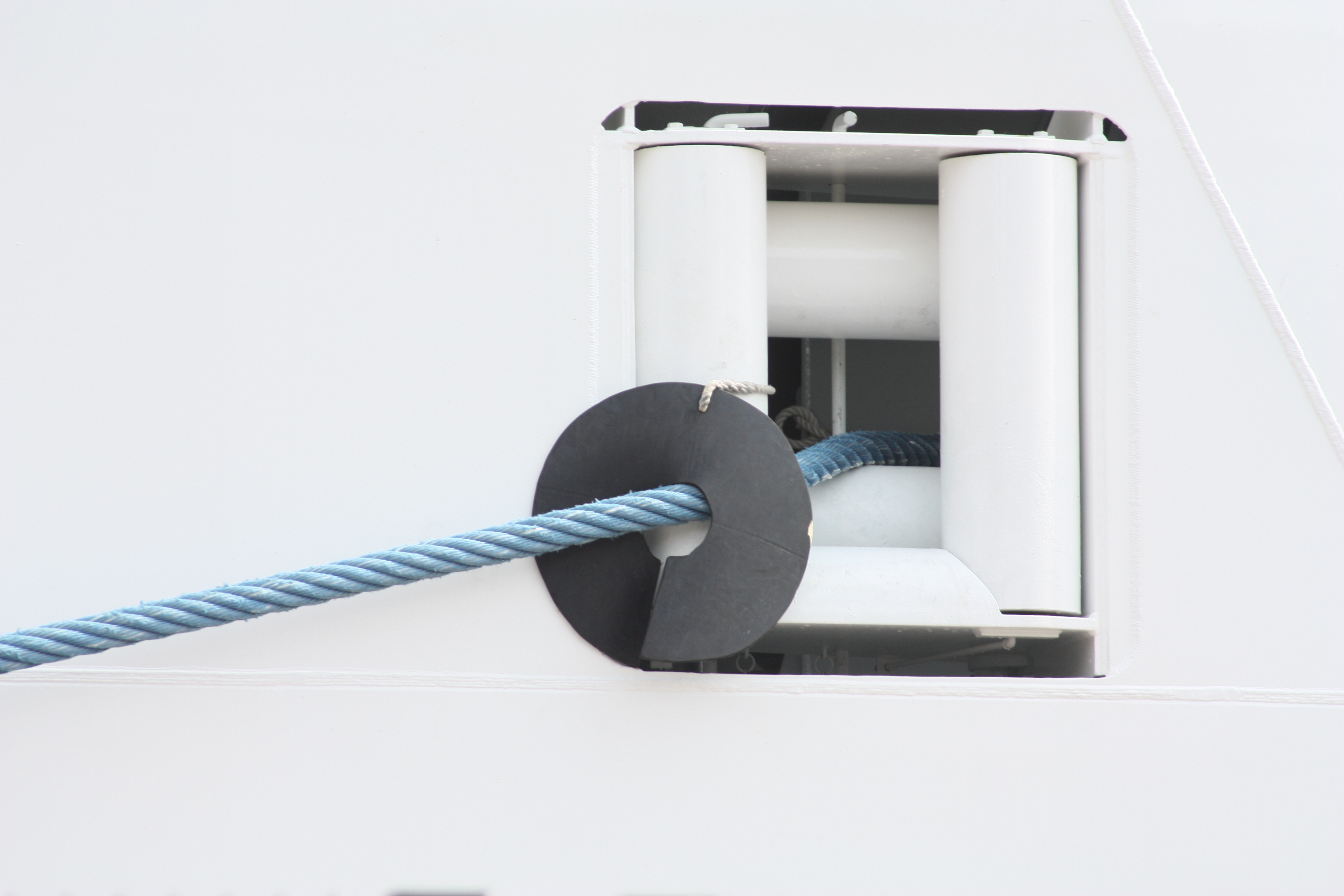
Швартовний протищурячий щиток

Шварто́в (від нід. zwaartouw, букв. — «важкий трос»), шварто́вний трос, шварто́ви́й трос, шварто́ви́й — сталевий, синтетичний або рослинний трос (або ланцюг), призначений для швартування, тобто кріплення корабля (судна) до причалу або іншого плавзасобу. Є складовою швартовного пристрою. Число швартовів, їх товщина і матеріал залежать від розмірів плавзасобу. У неофіційному мовленні трос чи ланцюг для причалювання судна можуть називати просто «причалом».
На шлюпках замість швартова використовується фа́лінь, що прив'язується до їх носового або кормового рима.

## Застосування
Одним кінцем (зазвичай спорядженим огоном) швартов кріпиться за пал (на березі), рим (на березі, швартовій бочці) або кнехт (на палубі іншого корабля), другим — до кнехта. На малих суднах замість кнехтів для кріплення швартовів застосовуються бітенги або качки. При кріпленні швартова дуплінем (сергою) трос заводиться в рим (або під інші швартови на палі), огинає його і йде назад на кнехт корабля.
Подача швартовів на причал (сусідній корабель) на відстані до 15-25 м здіснюється вручну за допомогою кидальних кінців. Поданий кидальний кінець ув'язується в основу огона швартова, попередньо виведеного в клюз (кіпову планку). При подачі важких швартовів спочатку за допомогою кидального кінця подають провідник — міцний рослинний трос окружністю 60-100 мм, на якому потім вибирають швартов. Для подачі швартовів на великі відстані застосовується лінемет.
Вибирання і травлення швартовів здійснюють швартовними механізмами (шпилями, брашпилями або швартовними лебідками). Для тимчасового закріплення вибраного швартова при його переносі зі швартовного механізму на кнехт використовують стопор, встановлений між клюзом і механізмом (на малих суднах швартов вибирають через кнехт уручну).
Під час стоянки на швартови можуть надівати швартовні щитки, що запобігають проникненню пацюків на судно.

Швартови при типовому швартуванні лагом:
1 — носовий поздовжній, 2 — носовий притискний, 3 — носовий шпринг, 4 — кормовий шпринг, 5 — кормовий притискний, 6 — кормовий поздовжній